# نیرن
نیرن (به انگلیسی: Nairn) یک شهرک در اسکاتلند است که در هایلند واقع شده‌است. نیرن ۱۲٬۰۴۶ نفر جمعیت دارد.